# Mânăstirea (gmina Delești)
Mânăstirea – wieś w Rumunii, w okręgu Vaslui, w gminie Delești. W 2011 roku liczyła 165 mieszkańców.